# Duale Einkommensteuer
Als duale Einkommensteuer wird ein System der Einkommensteuer bezeichnet, bei dem zwei Teile des Einkommens jeweils unterschiedlichen Steuersätzen unterworfen werden.

## Abgrenzung
Das weltweit derzeit noch vorherrschende Prinzip ist das der synthetischen Einkommensteuer mit einheitlicher Besteuerung des gesamten Einkommens.

## Ländervergleich
Das Konzept einer dualen Einkommensteuer ist in Finnland, Schweden und Norwegen in unterschiedlichen Ausprägungen etwa seit dem Jahr 2000 Grundlage der Einkommensbesteuerung.
Mit der ab 2009 eingeführten Abgeltungssteuer auf Kapitaleinkünfte ist aus der Einkommensteuer, die von einer Gleichwertigkeit sämtlicher Einkunftsarten ausging, auch in Deutschland eine duale Einkommensteuer mit einer Sonderbehandlung von Kapitalerträgen entstanden.

## Prinzip
Bei der dualen Einkommensteuer wird das Einkommen des Steuerpflichtigen in zwei Teile, so genannte Schedulen aufgespalten, die dann unterschiedlichen Steuersätzen unterworfen werden. Erwerbseinkommen wird mit dem direkt progressiven Einkommensteuertarif besteuert. Kapitaleinkommen wird dagegen mit einem niedrigeren gleich bleibenden Steuersatz (Einheitssteuer) besteuert.
Begründet wird die unterschiedliche Besteuerung der zwei Einkommensbestandteile in der Regel mit den Gesichtspunkten der internationalen Wettbewerbsfähigkeit und der Steuereffizienz. Im Gegensatz zu Erwerbseinkommen kann Kapitaleinkommen sehr leicht international verlagert werden. Daher müssten die Steuersätze für Kapitaleinkommen niedrig sein, um Investitionen anzuziehen. Umgekehrt könnten die Steuersätze auf Erwerbseinkommen höher sein, um das notwendige Steueraufkommen zu generieren. Damit sei eine duale Einkommensteuer im Hinblick auf das erzielbare Aufkommen grundsätzlich effizienter als eine synthetische Einkommensteuer.

### Nicht-Besteuerung von Scheingewinnen durch Inflation
Weiterhin soll die duale Einkommensteuer dazu dienen, die Besteuerung von Scheingewinnen durch Inflation zu reduzieren. Damit trägt die duale Einkommensteuer dem Prinzip der Besteuerung nach Leistungsfähigkeit Rechnung. Einkommen aus Kapitalvermögen und aus Unternehmen stellen zu einem bestimmten Teil einfach einen Ausgleich für die Wertverluste des Vermögens durch Inflation dar. Diese Teile erhöhen nicht die Leistungsfähigkeit des Steuerpflichtigen, werden aber dennoch Teil der steuerlichen Bemessungsgrundlage. Durch den niedrigeren Steuersatz wird diese Ungerechtigkeit ausgeglichen.

### Schedulen-Abgrenzung
Die Aufteilung zwischen Erwerbseinkommen und Kapitaleinkommen wird in den verschiedenen Konzepten der dualen Einkommensteuer unterschiedlich vorgenommen. Zum Kapitaleinkommen werden meist unternehmerische Gewinne, Dividenden, Zinsen, Einkünfte aus Vermietung und Verpachtung sowie Veräußerungsgewinne gezählt.  Zum Erwerbseinkommen gehören in der Regel Einkünfte aus nichtselbständiger Arbeit, Pensionen und gesetzliche Altersrenten.
Hauptschwierigkeit der dualen Einkommensteuer ist die Abgrenzung der zwei Schedulen. Aufgrund des niedrigeren Steuersatzes für Kapitaleinkommen besteht ein Anreiz, Gewinne in diesen Bereich zu verschieben.

## Situation in Deutschland

### Steuerreformvorschlag 2006 in Deutschland
Für Deutschland hat der Sachverständigenrat zur Begutachtung der gesamtwirtschaftlichen Entwicklung im Jahresgutachten 2003 die Einführung einer dualen Einkommensteuer vorgeschlagen. In einer Expertise im Auftrag des Bundesministeriums der Finanzen hat er seine Vorschläge im April 2006 präzisiert.
Danach soll die Spaltung in Kapital- und Erwerbseinkommen nicht anhand der bisherigen Einkunftsarten erfolgen, sondern nur eine kalkulatorische Eigenkapitalverzinsung ermäßigt besteuert werden. Dazu soll bei Zins- und Dividendeneinkünften sowie Veräußerungsgewinnen der Anteil, der dieser Verzinsung entspricht, Kapitaleinkommen sein. Unter den derzeitigen Gegebenheiten hält der Sachverständigenrat hier eine Verzinsung von 6 % des eingesetzten Kapitals für angemessen. Der Rest unterliegt als Erwerbseinkommen zunächst einer (erneuten) Besteuerung nach dem Einkommensteuergesetz. Wahlweise kann aber die Veranlagung mit dem normalen Tarif für Erwerbseinkommen durchgeführt werden.
Einkunftsarten bei der dualen Einkommensteuer nach dem Reformvorschlag:
- Einkünfte aus Land- und Forstwirtschaft
- Einkünfte aus Gewerbebetrieb
- Einkünfte aus selbständiger Arbeit
- Einkünfte aus Realvermögen
- Einkünfte aus Kapitalgewinnen

Diese sind aufzuteilen in
| Erwerbsanteil = Erwerbseinkommen                                              | Verzinsungsanteil = Kapitaleinkommen                                                                            |
| ----------------------------------------------------------------------------- | --- |
| zuzüglich Einkünfte aus nichtselbständiger Arbeit                             | zuzüglich Einkünfte aus Kapitalvermögen (Ausschüttungen auf Anteileignerebene gekürzt um Verzinsungsfreibetrag) |
| zuzüglich Einkünfte aus wiederkehrenden Bezügen (Renten)                      | zuzüglich Einkünfte aus Vermietung und Verpachtung                                                              |
| zuzüglich Einkünfte aus Altersvorsorgeverträgen                               | |
| =                                                                             | = |
| Besteuerung mit dem progressiven Einkommensteuertarif – Höchststeuersatz 42 % | Besteuerung mit Proportionalsteuersatz von 25 % (incl. Solidaritätszuschlag)                                    |